# Panamerikameisterschaften im Boxen
Die Panamerikameisterschaften im Boxen finden seit 1990 in unregelmäßigen Abständen auf dem amerikanischen Kontinent statt. Bis 2001 wurde in 12 und von 2005 bis 2010 in 11 Gewichtsklassen  unter den Regeln der AIBA geboxt. Seit 2013 wird in 10 Gewichtsklassen geboxt. Es handelt sich um die wichtigsten amerikanischen Boxwettkämpfe neben den Panamerikanischen Spielen.
Kontinentale Gegenstücke sind die Europameisterschaften, Afrikameisterschaften und Asienmeisterschaften.

## Panamerikameisterschaften
| Nr. | Jahr | Ort               | Land        | Artikel |
| --- | ---- | ----------------- | ----------- | ------- |
| 1   | 1990 | Barquisimeto      | Venezuela   | Details |
| 2   | 1993 | Salinas           | Puerto Rico | Details |
| 3   | 1994 | Buenos Aires      | Argentinien | Details |
| 4   | 1997 | Medellín          | Kolumbien   | Details |
| 5   | 2001 | San Juan          | Puerto Rico | Details |
| 6   | 2005 | Teresópolis       | Brasilien   | Details |
| 7   | 2008 | Cuenca            | Ecuador     | Details |
| 8   | 2009 | Mexiko-Stadt      | Mexiko      | Details |
| 9   | 2010 | Quito             | Ecuador     | Details |
| 10  | 2013 | Santiago de Chile | Chile       | Details |
| 11  | 2015 | Vargas            | Venezuela   | Details |
| 12  | 2017 | Tegucigalpa       | Honduras    | Details |
| 13  | 2022 | Guayaquil         | Ecuador     | Details |
| 14  | 2023 | Cali              | Kolumbien   | Details |